# Hossein Hosseini
Seyed Hossein Hosseini ( em persa: سید حسین حسینی; Xiraz, 30 de junho de 1992) é um futebolista iraniano que atua como goleiro. Atualmente joga pelo Esteghlal.

## Carreira
Começou sua carreira no Bargh Shiraz. Ele principalmente ficou no banco de reservas e fez apenas duas aparições na liga em duas temporadas.
No início da temporada, Mehdi Rahmati era o goleiro titular, porém, depois de não conseguir vencer quatro jogos nas cinco primeiras partidas da temporada, o técnico Alireza Mansourian decidiu colocar Hosseini à frente de Rahmati. Hosseini estreou-se na temporada no campeonato em 15 de setembro frente ao Pars Jonoubi Jam, no qual sofreu 2 gols. Ele vestiu a braçadeira de capitão pela primeira vez no jogo seguinte, no dia 20 de setembro, em partida do campeonato contra o Zob Ahan. O seu primeiro jogo sem sofrer gols na temporada aconteceu em um empate em 0–0 contra Foolad. Depois de não sofrer gols em 5 de janeiro de 2018, ele ultrapassou o recorde de Alireza Beiranvand de 721 minutos sem sofrer um gol na Iran Pro League no empate por 0–0 contra o Tractor Sazi. Em 12 de janeiro, ele ultrapassou o recorde de minutos consecutivos na liga iraniana da primeira divisão estabelecido por Bahram Mavaddat em 1976 por 28 minutos contra o Saipa; ele estabeleceu o novo recorde de todos os tempos em 872 minutos consecutivos sem sofrer um gol. Reza Asadi finalmente encerrou sua sequência sem gols ao vencê-lo aos 85 minutos da mesma partida. Seu recorde foi quebrado por Payam Niazmand em outubro de 2019. Seu desempenho rendeu a ele o prêmio de jogador do mês no final de janeiro. No dia 24 de fevereiro, Hosseini recebeu um cartão amarelo por perda de tempo na partida contra o Foolad, que o tirou do clássico de Teerã na semana seguinte.

## Vida pessoal
Casou-se em maio de 2017. Tem Manuel Neuer e Mehdi Rahmati como seus ídolos. Desde a infância é torcedor do Esteghlal.

## Títulos
Esteghlal
- Iran Pro League: 2012–13, 2021–22
- Copa Hazfi: 2017–18
- Supercopa do Irã: 2022